# Jenő Vincze
Jenő Vincze (Vršac, 20 de novembre de 1908 - 1988) fou un futbolista hongarès dels anys 30.
Vincze començà a jugar a diversos clubs de Debrecen. Esdevingué professional el 1927 al Debreceni Bocskay i fou màxim golejador de la lliga hongaresa el 1930-31. Fitxà per l'Újpest FC el desembre de 1934. Fou una llegenda en aquest club, on jugà fins a 1944.
Fou 25 cops internacional amb Hongria i participà en els Mundials de 1934 i 1938. Un cop es retirà fou entrenador.